# Music for the Masses
- StrangeloveA Depeche Mode 1987-es Music for the Masses című nagylemezéről
- Behind the WheelA Depeche Mode 1987-es Music for the Masses című nagylemezéről

Nem tudod lejátszani a fájlt?
A Music for the Masses a Depeche Mode 1987-ben megjelent, sorrendben hatodik stúdióalbuma, melyet 2006-ban újrakeverve ismét kiadtak. Az 1987. szeptember 28-án megjelenő lemez az Egyesült Államokban óriási siker lett, hatalmas népszerűséghez segítette hozzá az együttest. Az általuk kialakított új zenei stílus már megmutatkozott az album sikeres elődjén, a Black Celebrationön is, itt továbbfejlődött, az eredmény pedig egy kiváló és népszerű korong lett, amit csak az ezután megjelenő Violator album tudott felülmúlni. Martin Gore érett szövegei és Alan Wilder szintetizátor alapú zenéje tökéletes egyensúlyban van, sokak szerint ezért ez a valaha elkészült legjobb DM-album.
Szerepel az 1001 lemez, amit hallanod kell, mielőtt meghalsz című könyvben.

## A felvételek
A Depeche Mode új albumát alapos produkció-előkészítő periódus előzte meg Wilder otthoni stúdiójában, ahol Gore demóin dolgozott. Daniel Miller ezúttal nem vállalkozott a produceri szerepre, emlékezve a Black Celebration készítése alatti kellemetlen feszültségekre. Ezért a társproduceri feladatokat Dave Bascombe látta el. Azért esett rá a választásuk, mert nagyon tetszett nekik a Tears For Fearsszel közösen készített lemezeinek a hangzása. Az ABC-ből Martin Fry egyszer így magasztalta Dave Bascombe-ot: "Számunkra ő a hangmérnökök és producerek kvintesszenciája, aki képes egyetlen hangon tizenhárom napot dolgozni egyhuzamban."
A felvételeket a Párizstól nem messze fekvő Guillaume Tell (Tell Vilmos) stúdióban készítették. Az egykor moziként üzemelő épület nagytermének remek akusztikája volt. Dave Gahan számára a stúdióbeli munkát a francia rajongók "hihetetlen" nyomulása színesítette: "Csak ültek a stúdió előtt, és ha valaki közülünk kilépett az ajtón, egyből odatolakodtak, és azt kérdezgették: >>Mi volt ez? A kislemezt hallottuk az előbb? A kislemez volt?<< Az albumot megelőző kislemezt, a Strangelove-ot a Kinks-féle Konk Studiosban rögzítették az észak-londoni Hornsey-ben. A számot állítólag nagyon nehezen rakták össze, és az utólagos bölcsesség birtokában Alan Wilder úgy érzi, hogy a dal április 13-án megjelent eredeti változata "túlzsúfolt". Mire az Anton Corbijn által rendezett Strangelove videót az európai televíziók játszani kezdték, az együttes Skandinávia legnagyobb lemezstúdiójába vonult – a PUK Studiosba, a dániai pusztába, ahol a keverési munkákra Daniel Miller csatlakozott hozzájuk. Alan Wilder utólag a PUK-ot tartja a berlini Hansával együtt a legjobb stúdiónak, ahol lehetősége volt dolgozni. Nem csoda, hogy az előző album keverési munkálatainak elhúzódása miatt ez alkalommal eltökélt volt és fegyelmezett: "A PUK-ban medence, konditerem és szauna is volt, ezeket rendszeresen, általában munkakezdés előtt használtam – emlékszik Wilder. Béreltünk egy kocsit is, és néha hosszú autóutakra mentem a dán vidéken, ha el akartam tűnni a többiek elől. Az éjszakai élet eléggé korlátozott volt, bár néha bementünk a körülbelül egyórányira lévő legközelebbi városba." A munka közbeni békés horgászatot egy alkalommal hívatlan vendég szakította félbe durván – egy vad bika. "Az életünkért futottunk, és nem láttuk, hogy a terület villanypásztorral van körbekerítve – mesélte Andrew Fletcher a Joepie magazinnak –, igazi sokkot kaptunk, amikor nekiszaladtunk!"
A Depeche Mode még mindig – ahogy Gareth Jones mondta egyszer – a "hangmintákban rejlő lehetőségek határainak feszegetésével" volt elfoglalva. Az I Want You Now bevezetőjében hallható furcsa, erotikusan ziháló hangot úgy hozták létre, hogy egy tangóharmonikát húzogattak a billentyűk használata nélkül, és arról vettek hangmintát. Máshol a beszéd bizonyult hatásosnak, mint például az alábbi orosz szöveg a To Have And To Hold bevezető részében: "A nukleáris fegyverkezés fejlődését és a fegyverkezési verseny szociálpszichológiai aspektusait ezek a jelentések figyelembe veszik." A találó kortárs megoldás jól illeszkedik a sötét zenei hangulatba, amiért Wilder annyit küzdött.
Egyesek szerint Dave Bascombe túl gyorsan akarta befejezni a munkát, ami felfedte volna a lemez esetleges hiányosságait. Dániában viszont Daniel Miller csatlakozott a zenekarhoz, és bemutatta, hogy korábbi szoros munkakapcsolatuk sértetlen maradt – az egy évvel azelőtti keverési munkák problémái ellenére.
Az albumot bevezető következő kislemez a Never Let Me Down Again című számhoz készült, és 1987. augusztus 24-én jelent meg. Ez a szám később a Depeche Mode koncertjeinek fontos eleme lett, nem kis részben a valóban élő részeknek köszönhetően, köztük Martin Gore jellegzetes, egymást követően több effekttel is eltorzított gitárriffjével. Máshol igazi zenekari hangzások és vaskos Led Zeppelin dob-hangminták dúsították az alapokat, létrehozva a himnikus hangulatú végeredményt. Dave Gahan jóval később is ezt nyilatkozta: "A Never Let Me Down Again" volt a mi nagy dobásunk. Még mindig az." A számhoz ismét Anton Corbijn készített emlékezetes monokróm videóklipet, melyben egy 1957-es BMW Isetta törpeautó hajt végig a repcemezőkön.
Az elkészült album a Music for the Masses ("Zene a Tömegeknek") címet kapta. Martin sokszor elmondta, hogy az album címét viccnek szánták: tréfának, mely egy együttesre vonatkozik, ami arra ítéltetett, hogy mindörökre kultuszcsapat maradjon, és soha ne vívja ki magának a világhírt. Lehet, hogy a Music for the Masses cím viccnek készült, de egy önmagát beteljesítő jóslat kerekedett belőle: az albumot tényleg tömegek hallgatták, óriási sikere lett. Az album pompás borítója (a Mode-dal régóta együtt dolgozó Martyn Atkins munkája) három fényes vörös megafont ábrázolt – melyeket először a Strangelove borítóin és videóklipjében lehetett látni–, csodálatos, felhős naplementével a háttérben. Alan Wilder: "A hangszóró ötlete a grafikusunktól, Martyn Atkinstól származik – ő vetette föl –, de hogy a lemezcím iróniája is érvényesüljön, a megafonokat olyan háttérben ábrázolta, amelynek nem sok köze van a tömegekhez. Sőt, épp az ellentéte. Így végül kicsit hátborzongató módon a hangszórók vagy megafonok egy teljesen oda nem illő tájon, sivatagban vagy valami hasonló helyen láthatók." A gunyoros cím mellett az is ironikus volt, hogy a megafont a náci Németországban Adolf Hitler nyugtalanító, diktatórikus üzeneteinek terjesztésére használták.

## Az album témája
A Music for the Masses hangulata – a magyar Wan2 magazin 2005. novemberi száma szerint – "olyan, mintha egy szocialista nagyváros szürke panelházának ablakából kitekintve írta volna Martin, két nappal az után, hogy kihasználták, elhagyták és becsapták egyszerre. A dalok hangulatát fokozza a tompa, magas hangokat szinte teljesen nélkülöző hangzás. Szintén erősíti a kifejezést, hogy nagyon direktek, egyértelműek a szövegek: >>I heard it from my friends about the things you said..<< (Hallottam a barátaimtól azokat a dolgokat, amiket mondtál…); >>You could drive her away to a happier place to a happier day…<< (Elvezetheted őt egy boldogabb helyre, boldogabb időkbe…); >>I want you now tomorrow won't do…<< (Most akarlak téged, nem pedig holnap…); >>I hope he never lets me down again…<< (Remélem soha többé nem hagy cserben…) és még lehetne sorolni, de már ennyiből is látszik, hogy nincs mellébeszélés: Martin minden baját egyenesen a hallgató nyakába zúdítja."
Az első kislemezként kiadott Strangelove a fagyos szerelem ünneplése: "Strangelove/Strange highs and strange lows/Strangelove/That's how my love goes/Will you give it to me/Will you take the pain/I will give to you/Again and again/And will you return it" (Különös szerelem/Különös magasságok és mélységek/Különös szerelem/Ilyen a szerelmem/Nekem adod?/Elfogadod a fájdalmat/Amit adok neked/újra és újra/és visszaadod nekem?). A videót ismét Anton Corbijn rendezte, az eredmény egy újabb szemcsés, fekete-fehér klip lett, melyet Párizsban, a Music for the Masses stúdiómunkáinak helyt adó Belle Gabrielle sugárúti Studio Guillaume Tell komplexum közelében forgattak. A videóklip némileg szürreális hatást kelt, ahogy váltakozva láthatók az együttes tagjai, kezükben óriási BONG 13 feliratú megafonokkal – ez a kislemez katalógusszáma –, míg a "statiszta" a ruhátlanság különböző fázisaiban vonaglik egy hálószobában. A vágáskor Corbijn némi folytonosságot teremtett a klip elődjével, az A Question of Time-mal: a záróképsorokon a túlzásba vitt ünnepélyes színészi játék után a zenekar együttesen nevetésben tör ki.
A következő kislemez, a Never Let Me Down Again szövege is szokás szerint tálcán kínálta a (félre)értelmezéseket: "We're flying high/ We're watching the world pass us by/Never want to come down/Never want to put my feet back down on the ground" (Magasan szállunk/Nézzük a világot, amint elhalad alattunk/ Sosem akarok lejönni/Sohasem akarom többé a lábam a földre tenni). A szám augusztus 24-ei megjelenése után néhány nappal az egyik kritikus NME-s újságíró már górcső alá vette a dal értelmét: "A Never Let Me Down Again furán hagyományos és nem lennék meglepve, ha valami köze lenne a drogokhoz: >>I'm taking a ride wirh my best friend/I hope he never lets me down again.<< (Utazom a legjobb barátommal/Remélem soha többé nem hagy cserben). Mindez nagyon imponáló – főleg a sor a nagy biztonságról: >>As long as I remember who's wearing the trousers<< (Amíg el nem felejtem, ki viseli a nadrágot). Főtörzs, a drogkereső kutyát…" Alan Wilder bölcsen elutasította, hogy a Depeche Mode-rajongókat bevonják a zenekaron belüli folyamatos vitáikba, de "ne szólj szám"-hozzáállása mindennél többet mond zenésztársa viselkedéséről: "Nem tudok Martin dalairól beszélni – ugyanannyira tudom, hogy miről szólnak, mint bárki más. Martin életmódjáról sem nyilatkozhatok, ha valaki erre akar választ kapni, őt kell megkérdezni." Az Anton Corbijn által készített videóhoz érdekes módon még egy klip készült, szintén Anton rendezte, ez több mint nyolc perces, és a Split mix szól alatta. Ez a Strange című kiadványon található meg.
A következő kislemezes szám, a Behind the Wheel szövege is érdekes. Gyakorlatilag arról szól, hogy az ágyban a férfi helyett a nő veszi át az irányítást: "Sweet little girl/I prefer/You behind the wheel/And me the passenger/Drive/I'm yours to keep/Do what you want/I'm going cheap/Tonight" (Édesem/Jobban kedvelem, ha/Te vagy a volán mögött és/Én csak az utas vagyok/Vezess/A tiéd vagyok/Tégy, amit akarsz/Olcsó leszek/Ma éjjel). Alan Wilder így nyilatkozott a számról: "A Behind the Wheel igazán különleges szám. Mindig az jut eszembe róla, hogy… tulajdonképpen egy 4 hangzatból álló akkordmenet ismétlődik benne a végtelenségig, s engem ez az (Escher-féle,) egymásnak ellentmondó perspektívák felhasználásával megrajzolt lépcsősort ábrázoló képre emlékeztet. Ezeken a rajzokon hiába sétálsz fel az összes lépcsőn, sosem jutsz el a legfelső szintre, mert bár körbementél, ugyanott vagy, ahonnan elindultál: a legalsó szinten. Ez a minduntalan visszatérő akkordmenet is ilyen hatást kelt. Sosem érsz a végére… az egész szépségét a vezetéssel kapcsolatos vonatkozások adják, amik nagyon is megállják a helyüket. Azt szerettük volna, hogy ezt a hangulatot meg tudjuk ragadni és kiteljesíteni ebben a számban." A folyamatosságot Anton Corbijn legújabb fekete-fehér videóklipje biztosította: Olaszország, moped, lányok…és újabb megafonok.
A Little 15 volt a negyedik kislemez. A szám dalszövegében Martin ránézésre visszatért az A Question of Time-ban már érintett kiskorú szex témájához: "Little 15/Why does she have to defend/Her feelings inside/Why pretend…" (Kicsi tizenöt éves/Miért kell megvédenie/Legbelső érzéseit/Miért kell színlelnie…).

## Az album fogadtatása
A két főrivális, az NME és a Melody Maker egyaránt október 3-án jelentette meg nagy jelentőségű kritikáját. Az előbbiben Jane Solanas inkább dicsérni jött, mint temetni: "Örömmel látom, hogy a Music for the Massesen Gore legjobb megszállott formáját mutatja. Minden számot átitat a bűn valamilyen formája. Számomra az új kislemez, a Never Let Me Down Again izgalmas mestermű, a homoerotikát egyesíti a drogos eufóriával. További csúcspont az albumzáró Pimpf, mely gyanúsan hasonlít a bizarr vámpírfilm, a Daughters of Darkness filmzenéjére, illetve a két dal, melyben Gore a szólóénekes: a The Things You Said és az I Want You Now. Angyali hangja végigborzongatja a női gerinceket."
A Record Mirrorban Eleanor Levy a Depeche Mode javára döntött, mikor a Music for the Massest a lehetséges ötből négy ponttal jutalmazta: "A Never Let Me Down Again relatív sikertelensége a kislemezlistákon néhányakat arra sarkallt, hogy temessék a Depeche Mode-ot. Mindenesetre a lemezvásárló közönség kivételével mindenki egyetért abban, hogy a legutóbbi DM-kislemez eddigi legjobb munkájuk. Tény, hogy ez a sötét, érzéki szám túlságosan zavaró lehet a köztünk járó Rick Astley-rajongóknak, és mivel érettebb zenekart jelez, véget vethet a közkeletű félreértésnek, mely szerint a Depeche Mode csajoknak való szintibanda. Csak a masszív slágerlistás sikertelenség biztosítja végül az utóbbi évek egyik legegységesebb zenekara számára a helyet a hiteles hírességek csarnokában…
A Music for the Masses éppen ezért ellentmondásos cím. Ebben a pillanatban nagyon messze áll attól, amit jelent, mert általános elégedetlenséget, paranoiát és sebezhetőséget sugall, és mert nagyon heves és intelligens a tömegigény mércéjéhez (azaz a slágerlistákhoz) képest. Ehelyett ismét Martin Gore gyengeségébe nyerünk bepillantást, leginkább a szívszaggató The Things You Said vagy az I Want You Know esetében. Martin Gore jelenléte minden eddiginél érezhetőbb az albumon, a hangja gazdagabb és erőteljesebb, míg Dave Gahan éneke az Iggy Pop-szerű mélységet és önpusztítást idézi – ez is egy ok, amiért a Music for the Masses talán az eddigi legkiválóbb és legszexibb Mode-album."
A mindig perfekcionista Alan Wilder ezúttal is látott javítanivalót: "Magától értetődő, hogy visszatekintve mindig úgy érzed, jobb munkát is végezhettél volna. Igazából akkor aggódnék, ha nem érezném ugyanezt minden egyes általam készített felvétellel kapcsolatban. Ez visz előre. A Black Celebration albumon van néhány jó anyag, de a keverés elég furán hangzik. A Music for the Massesnek jobb a hangzása, de nem olyan izgalmas lemez…Azt hiszem, akkorra már kimerítettük a fémes hangzásban rejlő lehetőségeket. Egy csövet nem lehet olyan sokféleképpen megütni kalapáccsal."
Amikor Francesco Cappucci újságíró azt írja, hogy „a Depeche Mode vonzereje jelentős részben Martin Gore erőteljes szövegeinek köszönhető”, Wilder elismerően egyetért. „Nagyon őszinte tud lenni a számaiban – néha majdhogynem zavarba ejtően őszinte. Itt van az egész lélekkel kapcsolatos kérdés, de mi is a lélek? Az emberek azzal vádolnak, hogy mivel elektronikus hangszereket használunk, nincs lélek bennünk, pedig a lélek igazán az őszinteségben rejlik, és a zenénkben rengeteg őszinteség van. A zenével csupán hangsúlyozni szeretnénk a szövegeket, de mindig is érdeklődtünk a technika és a hangzásban rejlő lehetőségek kihasználása iránt.” Az újságíró a Music for the Massest összefoglalóan így jellemezte: „hangszerelésében kifinomult és elegáns… Az együttes nagyon eredeti, és erejük abból táplálkozik, hogy teljes egészében saját maguk gyakorolják a kreatív ellenőrzést minden munkájuk fölött. Sőt, menedzselik is önmagukat!”
A lemez Angliában végül a 10. helyig jutott, Németországban ellenben a 2. helyen zárt. Az Egyesült Államokban a 35. helyig jutott a listákon. 1 000 000 lemezt adtak el belőle, bár Angliában gyakorlatilag megbukott az album (az együttes számait folyamatosan negatívan preferáló BBC nem játszott DM számokat). Máshol sikeres lett, és az 1987. október 22-én induló Music For The Masses Tour az addigi legmonumentálisabb koncertkörúttá vált, a Depeche Mode stadionokat megtöltő együttessé lett Kelet-Európától Amerikáig.

## Az album dalai
1987 MUTE / Stumm 47
|     | Cím                     | Szerző(k)   | Hossz |
| --- | ----------------------- | ----------- | ----- |
| 1.  | Never Let Me Down Again | Martin Gore | 4:47  |
| 2.  | The Things You Said     | Gore        | 3:55  |
| 3.  | Strangelove             | Gore        | 4:38  |
| 4.  | Sacred                  | Gore        | 5:01  |
| 5.  | Little 15               | Gore        | 4:14  |
| 6.  | Behind the Wheel        | Gore        | 5:17  |
| 7.  | I Want You Now          | Gore        | 3:28  |
| 8.  | To Have and to Hold     | Gore        | 3:08  |
| 9.  | Nothing                 | Gore        | 4:12  |
| 10. | Pimpf                   | Gore        | 3:56  |

2006 MUTE / DM CD 6 (CD/SACD + DVD) / CDX STUMM 47 (CD/SACD)

Disc 1: SACD/CD – Music for the Masses lemez anyaga.

Disc 2: DVD – Music for the Masses lemez anyaga DTS 5.1, Dolby Digital 5.1 és PCM Stereo formátumban, + Bonus anyagok.
|     | Cím                     | Szerző(k)       | Hossz |
| --- | ----------------------- | --------------- | ----- |
| 1.  | Never Let Me Down Again | Martin Lee Gore | 4:47  |
| 2.  | The Things You Said     | Gore            | 3:55  |
| 3.  | Strangelove             | Gore            | 4:38  |
| 4.  | Sacred                  | Gore            | 5:01  |
| 5.  | Little 15               | Gore            | 4:14  |
| 6.  | Behind the Wheel        | Gore            | 5:17  |
| 7.  | I Want You Now          | Gore            | 3:28  |
| 8.  | To Have and to Hold     | Gore            | 3:08  |
| 9.  | Nothing                 | Gore            | 4:12  |
| 10. | Pimpf                   | Gore            | 3:56  |

Bonus Tracks (PCM Stereo):
|    | Cím                                    | Szerző(k)            | Hossz |
| -- | -------------------------------------- | -------------------- | ----- |
| 1. | Agent Orange                           | Gore                 | 5:05  |
| 2. | Pleasure, Little Treasure              | Gore                 | 2:53  |
| 3. | Route 66                               | Robert W. Troup Jr.  | 4:11  |
| 4. | Stjarna                                | Gore                 | 4:25  |
| 5. | Sonata No.14 in C#m (Moonlight Sonata) | Ludwig van Beethoven | 5:36  |

Bonus 5.1 Mixes (DTS 5.1, Dolby Digital 5.1 és PCM Stereo):
|    | Cím                                     | Szerző(k) | Hossz |
| -- | --------------------------------------- | --------- | ----- |
| 1. | Agent Orange                            | Gore      | 5:31  |
| 2. | Never Let Me Down Again [Aggro Mix]     | Gore      | 4:58  |
| 3. | To Have And to Hold [Spanish Taster]    | Gore      | 2:36  |
| 4. | Pleasure, Little Treasure [Glitter Mix] | Gore      | 5:38  |

Egyéb anyagok:
|    | Cím                                                               | Szerző(k) | Hossz |
| -- | ----------------------------------------------------------------- | --------- | ----- |
| 1. | Depeche Mode 87-88 (Sometimes You Do Need Some New Jokes) (videó) |           | 37:00 |

Valamennyi szám Martin Lee Gore szerzeménye, kivéve a Route 66, mert az a (Get Your Kicks On) Route 66 című rock klasszikus feldolgozása. A számot Bobby Troup írta 1946-ban. A "Moonlight Sonata" is kivétel, mert az egy Beethoven zongora klasszikus, és itt Alan Wilder játssza.

## Kislemezek
- Strangelove (1987. április 13.)
- Never let Me Down Again (1987. augusztus 24.)
- Behind the Wheel (1987. december 28.)
- Little 15 (1988. május 16.)

## Közreműködők
- Dave Gahan
- Martin Gore
- Andrew Fletcher
- Alan Wilder

## Érdekességek
- A To Have And To Hold elején egy férfi az alábbiakat mondja oroszul: „В докладах рассматривается эволюция ядерных арсеналов и социально-психологические проблемы гонки вооружений”, ami azt jelenti, hogy „A nukleáris fegyverkezés fejlődését és a fegyverkezési verseny szociálpszichológiai aspektusait ezek a jelentések figyelembe veszik.” Alan Wilder nem tudta mit jelent a szöveg, amikor hozzáadta a számhoz.
- A furcsa lélegző hangot az I Want You Now elején úgy érték el, hogy egy tangóharmonikát húzogattak a billentyűk lenyomása nélkül. A számban hallható nyögésről megemlékezett Wilder a hivatalos honlapján. Azt írta, hogy a felvételek idején „néhány lány éppen ott lógott a stúdióban…”
- A For The Masses tribute album feliratát és borítóját, valamint a német techno együttes, a Scooter The Ultimate Aural Orgasm című albumának borítóját a Music for the Masses felirata és borítója inspirálta.